# Урманкуль
Урманку́ль (рос. Урманкуль, башк. Урманкүл) — присілок у складі Аскінського району Башкортостану, Росія. Входить до складу Казанчинської сільської ради.
Населення — 147 осіб (2010; 169 у 2002).
Національний склад:
- башкири — 55 %
- татари — 44 %